# Clyde M. Narramore

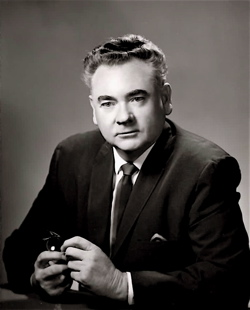
Clyde M. Narramore

Clyde Maurice Narramore (* 25. November 1916 in Palo Verde, Arizona; † 27. Juli 2015 in Pasadena, Kalifornien) war ein US-amerikanischer Psychologe und der Gründer der Narramore Christian Foundation.

## Leben
Narramore studierte Psychologie und promovierte an der Columbia University. Er gilt als einer der ersten Psychologen christlicher Prägung, die eine weitverbreitete Beachtung fanden. Narramore ist der Autor zahlreicher Bücher. Er war der Gründer einer eigenen Radiosendung, die unter dem Namen Psychology for Living in den 1950er Jahren Bekanntheit erlangte. Eine Anstellung an den Los Angeles County public schools gab er im Jahr 1958 zugunsten der Gründung der nach ihm benannten Narramore Christian Foundation auf, deren Arbeit er sich fortan widmete. Im Jahr 1970 gründete er die Rosemead Graduate School of Psychology, die im Jahr 1977 in die Biola University, einer privaten christlichen Hochschule, eingegliedert wurde.

## Schriften (Auswahl)
- The Psychology of Counseling, 1960.
- Parents at Their Best: A Lifetime of Ideas That Work, ISBN 978-0-8407-5426-4.
- How to help your child develop faith in God, ISBN 978-0-310-30132-5.